# Jan Toorop
Jean Theodoor Toorop (1858. december 20. – 1928. március 3.), az egyik legjelentősebb modern holland festő. Művészete átmenetet képez a szimbolizmus és az Art Nouveau között.

## Élete
Jean Theodoor Toorop a holland kelet-indiai, jávai Purworejóban született. 1872-ben családjával Hollandiába költözött. Delftben és Amszterdamban tanult. 1880-ban a Rijksakademie hallgatója lett. 1882 és 1886 között Brüsszelben élt. Csatlakozott a XX-ak csoportjához. Troop sokféle stílusban dolgozott. A realizmus, az impresszionizmus, a neo-impresszionizmus és a poszt-impresszionizmus jegyeit is megtaláljuk munkáin.
Feleségét az angol Annie Hall-t, 1886-ban vette el. Ettől kezdve életét Hága, Anglia és Brüsszel, majd 1890 után a holland tengerparti Katwijk aan Zee városa között osztotta meg.  Ezen időszakban fejlesztette ki sajátos szimbolista stílusát. Dinamikus, kiszámíthatatlan vonalvezetése, erősen stilizált alakjai, ívelt tervezései a jávai motívumokra vezethető vissza.  
Ezt követően az Art nouveau felé fordult, melyben a vonalak ugyanilyen játékosságát dekoratív célokra használta, bármiféle szimbolikus jelentéstartalom nélkül. 1905-ben áttért a katolikus hitre, és vallásos témában kezdett alkotni.  Könyvillusztrációt, posztert és ólomüveg terveket készített.
Élete során Toorop portrékat is készített, a szkeccstől a kész  festményig, a realisztikustól az impresszionistáig sokféle formában.
Hágában halt meg, 1928. március 3-án. Lánya, Charley Toorop (1891–1955), és unokája, Edgar Fernhout szintén festőművész lett.

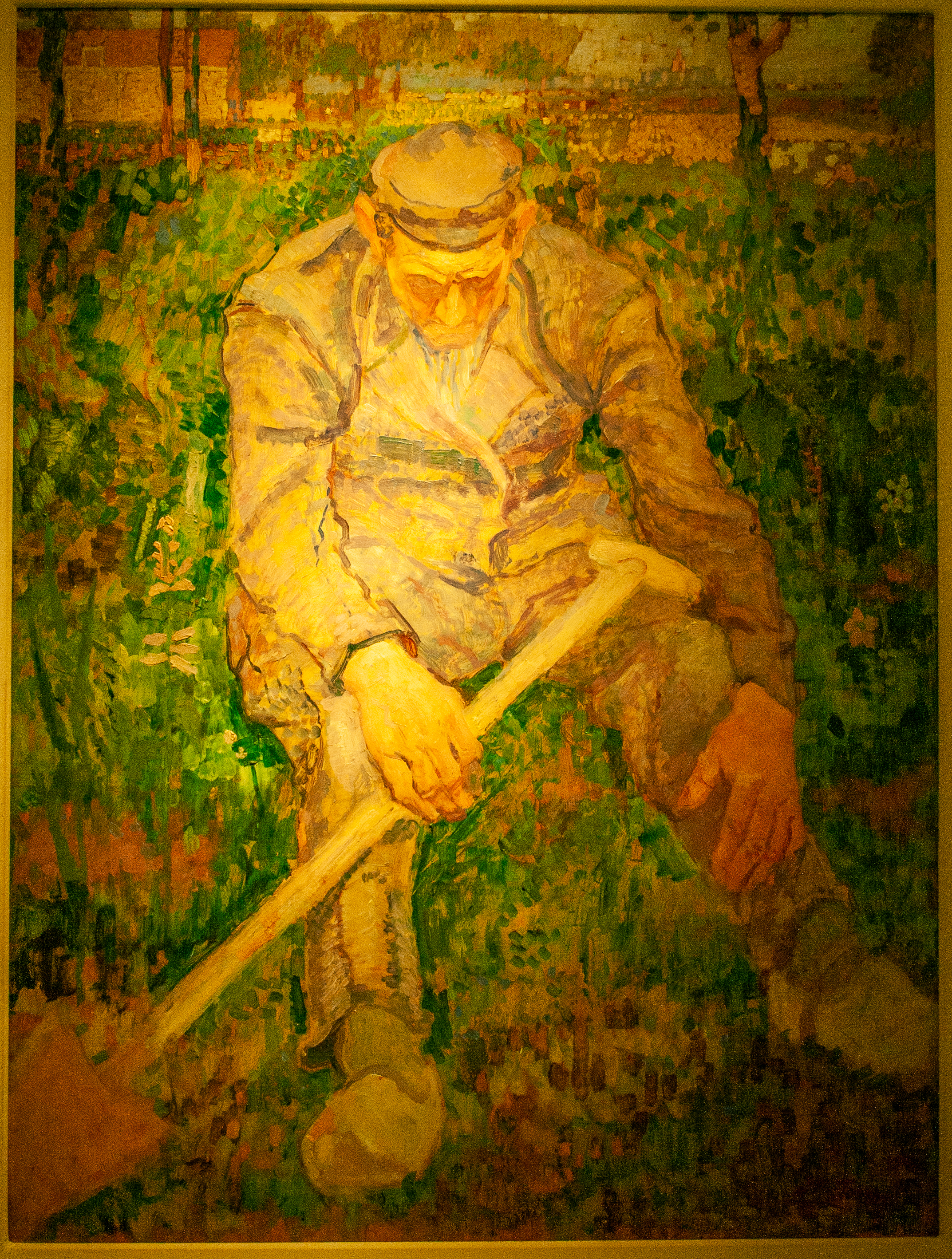
Pihenő paraszt ásóval (Museum Het Valkhof)
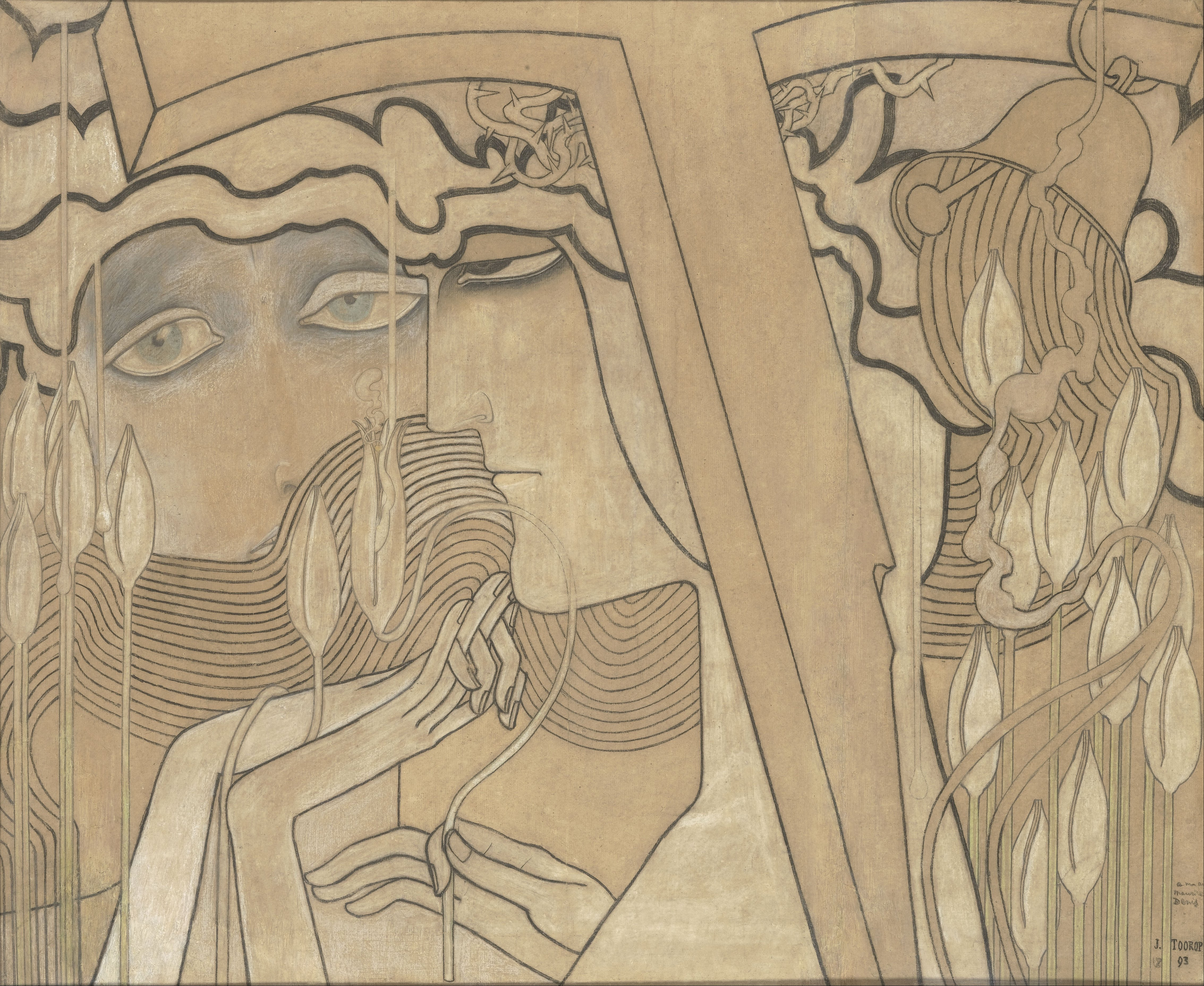
Vágy és kielégülés
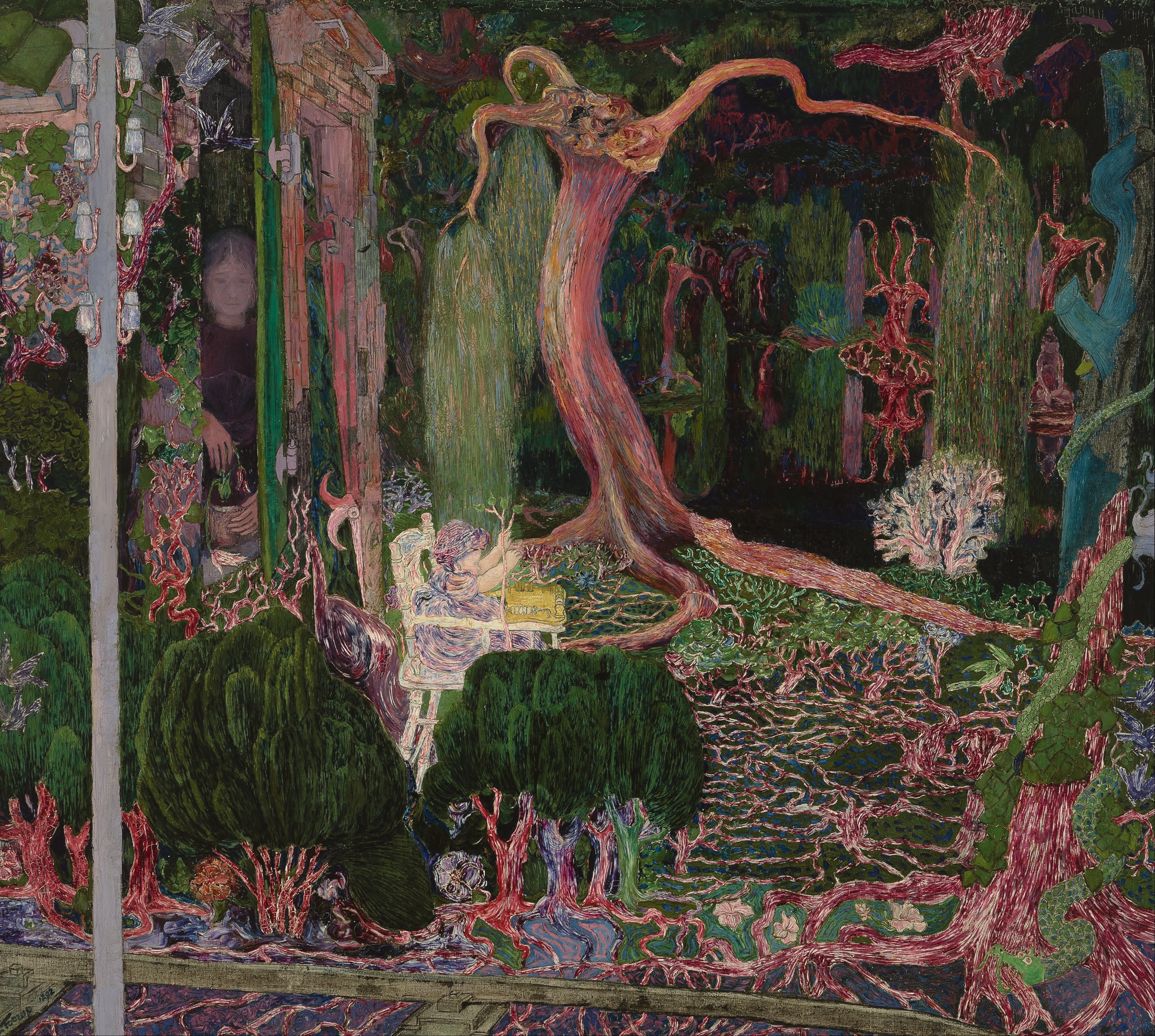
Az új generáció
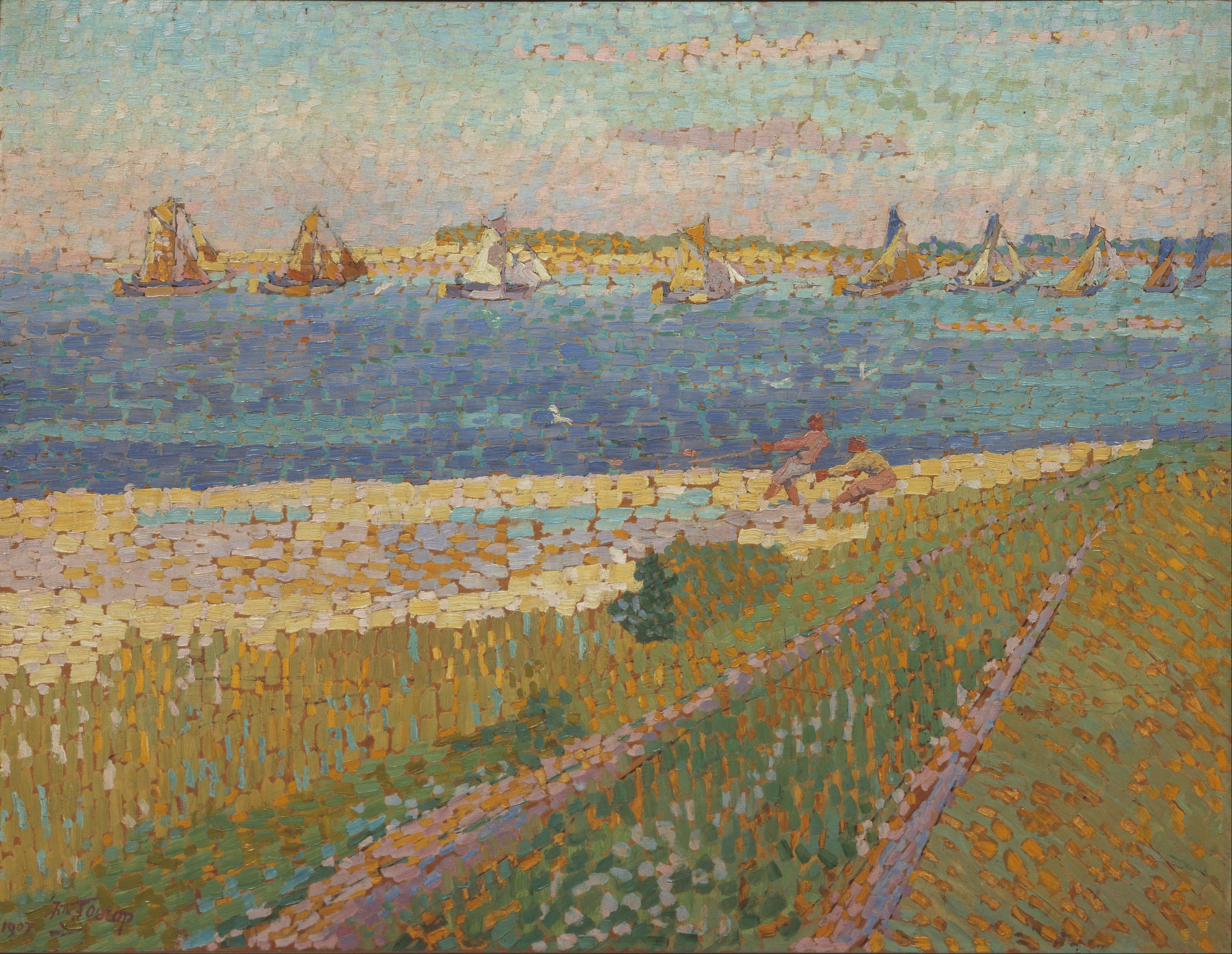
A Schelde Veere közelében